# Adrián Madrid
Adrián Madrid Martín (Zamora, 1970) es un periodista, director y productor de televisión español.

## Trayectoria
Hijo del político del PSCyL Demetrio Madrid, que fuera primer presidente de la Junta de Castilla y León. Se licenció Periodismo por la Universidad Pontificia de Salamanca en 1993.
Inicia su carrera profesional mediada la década de 1990, trabajando en Onda Cero, TVE y Telemadrid, hasta recalar en Antena 3. En esta cadena, tiene ocasión de trabajar junto a Ana Rosa Quintana en el programa Sabor a ti y termina dirigiendo los programas Rumore, rumore y Abierto al anochecer, todos ellos en el ámbito de la crónica social.
En diciembre de 2002 se incorpora a Telecinco, cadena a la que seguiría ligado en las siguientes dos décadas. Pasa a formar parte del equipo del espacio de éxito Aquí hay tomate, donde coincide por primera vez con quien habría de ser su socio profesional en los siguientes años, Óscar Cornejo, así como su presentador de referencia, Jorge Javier Vázquez. A la vista del éxito del programa, Madrid y Cornejo crean su propia productora, La Fábrica de la Tele (inicialmente llamada Hormigas blancas). 
Esta productora es responsable de uno de los formatos más duraderos y de mayor éxito, no siempre exento de polémica, de la historia de la televisión, Sálvame (2009-2023) y su versión nocturna Deluxe (2009-2023). Otros programas de éxito producidos por Cornejo incluyen Hormigas blancas (2007-2011), La noria (2007-2012), Cazamariposas (2013-2020), Viajando con Chester (2014-2023), Hable con ellas (2014-2016), Todo es mentira (2019-2024) y Rocío, contar la verdad para seguir viva (2021).
En 2022 fue investigado, junto a Cornejo, por revelación de secretos y cohecho en el marco de la denominada Operación Deluxe.
En 2015 fue padre de mellizas nacidas por la técnica de la gestación subrogada.
Tras la adquisición por parte de Mediaset del 100% de La Fábrica de la Tele, fundó junto a Óscar Cornejo en enero de 2024, Fabricantes Studio, productora renombrada el 25 de febrero de 2025 como La Osa Producciones Audiovisuales.